# Grazia Deledda
Grazia Deledda, född 27 september 1871 i Nuoro på Sardinien, död 15 augusti 1936 i Rom, var en italiensk författare. Hon mottog Nobelpriset i litteratur 1926.
Deledda debuterade som 15-åring med novellen Sulla Montagna i Il paradiso dei bambini och utvecklade därefter ett mycket alsterrikt författarskap. Under sin livstid skrev hon 36 romaner och 250 noveller. Hon skildrar realistiskt, verisiskt med känslostyrka och åskådlighet, sin hembygds folkliv. 
Hon gifte sig 1900 i Rom med ämbetsmannen Palmiro Madesani.
Grazia Deledda fick nobelpriset i litteratur 1926 med motiveringen:
för hennes av hög idealitet burna författarskap, som med plastisk åskådlighet skildrat livet på hennes fäderneö och med djup och värme behandlat allmänt mänskliga problem. Deledda var den andra kvinnan, efter Selma Lagerlöf, som fick Nobelpriset i litteratur.

## Utmärkelser
Nedslagskratern Deledda på planeten Venus är uppkallad efter henne.

## Bibliografi (utgivet på svenska)

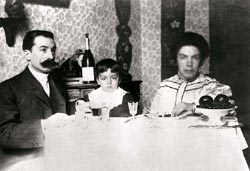
Grazia Deledda med man och son.